# Andrássy Dávid
Nemeskéri báró Andrássy Dávid (Győr, 1762. december 20. – Drezda, 1813. augusztus 27.) vezérőrnagy.

## Élete
Édesapja, ifj. Andrássy János volt az első, aki Győrben telepedett le az eredetileg nemeskéri származású evangélikus családból. Dávid öccse, József Moson vármegye főadószedője volt 30 éven keresztül, majd ugyanezen vármegye követe is volt.
1778-ban kezdte katonai pályáját a gróf Gyulay-ezredben, és hősiesen harcolt a törökök, majd a franciák ellen is. 1805-ben őrnaggyá léptették elő. 1809-ben a nógrádi nemesi felkelők őrnagya, később az asperni ütközetben ezredesi rangot kapott. Egy évvel később megkapta a Mária Terézia-rend keresztjét, és ezzel együtt a báróságot. 1812-ben Lengyelországban harcolt, s itt vezérőrnaggyá lépett elő. A drezdai ütközetben érte utol a halál, egy ágyúgolyó eltalálta és szörnyethalt.